# Peter Fendi
Peter Fendi (n. 4 septembrie 1796, Viena, Monarhia Habsburgică – d. 28 august 1842, Viena, Austria) a fost un pictor de curte austriac, gravor și litograf. El a fost unul dintre artiștii de frunte ai perioadei Biedermeier.